# Consentimiento libre previo e informado
El Consentimiento Libre Previo e Informado (CLPI), en inglés Prior informed Consent (PIC), es un principio de Desarrollo Sostenible, aceptado internacionalmente, por el que se reconoce que es conveniente abrir un proceso de consulta, mediante el cual, una comunidad potencialmente afectada por un proyecto se involucra en un proceso abierto y de diálogo informado con individuos y personas interesadas en seguir las actividades en la zona o zonas ocupadas o utilizadas tradicionalmente por la comunidad afectada.
La necesidad de consentimiento abarca todas las cuestiones relacionadas con la vida de los pueblos indígenas, ya que es un derecho extrínseco al ejercicio del derecho de libre determinación y componente básico del derecho a tierras, territorios y recursos.

## Componentes
Las componentes principales de este principio:
A. Consentimiento
B.  Libre
C.  Informado: acceso a información
D. Previo: plazo para la toma de decisiones
E.  Definiendo comunidad
F.  Construcción de capacidad
G.  Consentimiento como un proceso en marcha/monitoreo

## Pasos
Los pasos para materializar el Consentimiento Libre Previo e Informado son los siguientes:
Paso 1: Descubrir quién está desarrollando el proyecto propuesto
Paso 2: Solicitar información a los desarrolladores del proyecto
Paso 3: Realizar discusiones en el seno de su comunidad
Paso 4: Negociar de manera comunitaria con los desarrolladores del proyecto
Paso 5: Buscar asesoramiento independiente
Paso 6: Tomar decisiones de manera conjunta toda la comunidad
Paso 7: Realizar de manera continua con los desarrolladores del proyecto